# Battleground
Battleground es el segundo álbum de estudio de la boyband británica The Wanted. Fue publicado el 4 de noviembre de 2011 por el sello discográfico Island Records.

## Historia
En enero de 2011, el grupo comenzó a trabajar en su segundo álbum de estudio con el compositor y productor anterior Steve Mac. En febrero de 2011, fue revelado que el grupo estaría lanzado el sencillo oficial para Comic Relief en el 2011. En abril de 2011, el grupo se embarcó en su primera gira, actuando durante 16 fechas en 12 ciudades diferentes de Reino Unido. El tour se realizó en promoción a su álbum debut The Wanted pero mientras estaban de gira, el grupo adelanto el tema «Lightning» de su nuevo álbum. La canción fue coescrita por la banda y Ed Drewett. Max George confirmó el 28 de septiembre que el álbum estaba completo y al día siguiente, Nathan Sykes confirmó que el álbum sería lanzado con el título Battleground.
En marzo de 2012, Billboard reportó que Battleground estaba "programado para ser lanzado este verano" como el segundo lanzamiento de la banda en Estados Unidos, después de su EP debut. Esto no ocurrió, sin embargo, y en lugar de su primer álbum para ser lanzado en Estados Unidos, será su tercer álbum en general, Word of Mouth.

## Sencillos
- "Gold Forever" fue publicado el 13 de marzo de 2011. El primer sencillo del álbum fue publicado como el sencillo oficial de Comic Relief para el 2011. El sencillo debutó en la posición #3 en Reino Unido, en la posición #2 en Escocia y en la posición #13 en Irlanda. Es actualmente el tercer sencillo más exitoso de la banda, permaneciendo durante 8 semas en el Top 75 de Reino Unido. El vídeo oficial actualmente tiene más de 8.1 millones de visitas en YouTube. También lanzado como el tercer sencillo del álbum EP debut (lanzado en Estados Unidos), The Wanted.

- "Glad You Came" fue publicado el 10 de julio de 2011, como el segundo sencillo de la banda, convirtiéndose en el segundo #1 en Reino Unido y primer #1 en Irlanda, donde se mantuvo por 5 semanas en la cumbre. La canción es también el primer sencillo en tener éxito a nivel internacional, alcanzando la posición #20 en Austrial y Nueva Zelanda. #12 en los Países Bajos y también alcanzó la posición #2 en los Canadian Hot 100. La canción es también un éxito comercial en los Estados Unidos, posicionándose en el #3 en el Billboard Hot 100 el 29 de marzo de 2012. Es actualmente, el segundo sencillo más exitoso de la banda en Reino Unido. El vídeo oficial actualmente tiene más de 73 millones de visitas en YouTube. También fue lanzado como el sencillo del EP debut, The Wanted.

- "Lightning" fue publicado el 16 de octubre de 2011. El tercer sencillo alcanzó la posición #2 en Reino Unido y Escocia y #5 en Irlanda. En Australia, el sencillo alcanzó la posición #79. El tema es actualmente el quinto sencillo más exitoso de la banda. El vídeo oficial actualmente tiene más de 10.2 millones de visitas en YouTube.

- "Warzone" fue lanzado el 26 de diciembre de 2011, el tema fue confirmado como el cuarto sencillo del álbum a principios de noviembre. El vídeo fue filmado en Nueva York y fue estrenado el 10 de noviembre de 2011. El vídeo oficial actualmente tiene más de 25 millones de visitas en YouTube.

## Recepción
El álbum recibió críticas generalmente favorables por los críticos de música. Jon O'Brien escribió para AllMusic que "Battleground, es decepcionantemente un poco más pedestre que su predecesor", escribiendo que "Battleground aún debe consolidar su posición como heredero al trono de boybands, pero con gente como One Direction ahora pisándoles los talones, ellos tienen que re-descubrir su racha de inventiva en el futuro si ellos quieren tener alguna vez la corona". Nick Levine escribió para BBC que el álbum "es un sólido plato pop que no es está carente de personalidad - aunque esta no se manifiesta en un puñado de letras clunckier para probar un día en la fábrica de cinturones". Robert Copsey escribió para Digital Spy que "Aunque el resultado final muestra que pudieron haber tomado la batalla de las boyband con un toque demasiado serio, muy a su favor que salen por el otro lado en gran parte intacto". David Griffiths escribió para 4Music que "es un álbum que sabiamente deja al oyente con ganas de más y sugiere que esto es una banda con un muy brillante futuro". Matthew Horton escribió una reseña mixta para Virgin Media: "Es un asunto de curiosidad sin derramamiento de sangre, sin embargo, ninguno de los chicos ha establecido una identidad, y demasiadas velas sin dejar alguna impresión". This Must Be Pop escogió «Last to Know» como su Canción del Día.

### Recepción comercial
El álbum debutó en el #4 en Irlanda, convirtiéndose en su primer álbum Top 10 en dicha ciudad. En Reino Unido, el álbum debutó en el #5. El álbum vendió 47.530 copias en su primera semana. Aunque su debut en una posición más baja que su álbum debut, sus ventas fueron de 22.91% de copias más alta. Ha sido certificado oro por la IFB por ventas de 100.000 copias en Reino Unido.

## Lista de canciones
| N.º | Título                  | Escritor(es) | Productor(es)                            | Duración |  |
| 1.  | «Glad You Came»         | Steve Mac, Wayne Hector, Ed Drewett                                                                                           | Steve Mac                                | 3:18     |  |
| 2.  | «Lightning»             | Steve Mac, Wayne Hector, Ed Drewett                                                                                           | Steve Mac                                | 3:26     |  |
| 3.  | «Warzone»               | Jack McManus, Harry Sommerdahl, Max George, Nathan Sykes                                                                      | Sommerdahl                               | 3:38     |  |
| 4.  | «Invincible»            | Fabian Torsson, MacManus, Max George, Nathan Sykes                                                                            | Torsson, MacManus                        | 3:09     |  |
| 5.  | «Last to Know»          | Heather Bright, Ciara Cleary, Pär Westerlund, Joakim Olovsson, Björn Olovsson                                                 | Paro, Tortuga                            | 3:34     |  |
| 6.  | «I'll Be Your Strength» | Brian Higgins, Uzoechi Emenike, Matt Gray, Ciara Cleary, Owen Parker, Miranda Cooper, Jay McGuiness, Nathan Sykes, Toby Scott | Xenomania                                | 3:25     |  |
| 7.  | «Rocket»                | Diane Warren | Christopher "Tricky" Stewart, Mike Green | 3:15     |  |
| 8.  | «I Want It All»         | Guy Chambers, Siva Kaneswaran, Daniel Kaneswaran                                                                              | Guy Chambers                             | 3:21     |  |
| 9.  | «The Weekend»           | Tom Parker, Nathan Sykes, Chris Young                                                                                         | Chris Young                              | 3:08     |  |
| 10. | «Lie To Me»             | Tom Parker, Eliot Kennedy, Nina Woodford                                                                                      | Eliot Kennedy                            | 3:44     |  |
| 11. | «Gold Forever»          | Steve Mac, Wayne Hector, Claude Kelly                                                                                         | Steve Mac                                | 3:58     |  |

| Edición de lujo (bonus track) |                  |                                                                   |                                       |          |  |
| N.º                           | Título           | Escritor(es)                                                      | Productor(es)                         | Duración |  |
| 12.                           | «Dagger»         | Siva Kaneswaran, Nathan Sykes, Andrew Frampton                    | Andrew Frampton                       | 3:49     |  |
| 13.                           | «Rock Your Body» | Max George, Sykes, Kaneswaran, Parker, McGuiness, Chris Young     | Chris Young                           | 3:54     |  |
| 14.                           | «Turn It Off»    | Jay McGuiness, Siva Kaneswaran, Harry Sommerdahl, Brittany Burton | Harry Sommerdahl, Phat Fabe           | 3:33     |  |
| 15.                           | «Where I Belong» | Siva Kaneswaran, Eliot Kennedy, James Jayawardena                 | Eliot Kennedy, Jayawardena, Ash Howes | 4:07     |  |

## Posicionamiento
| Listas (2011–2012)   | Posición |
| -------------------- | -------- |
| French Albums Chart  | 129      |
| Irish Albums Chart   | 4        |
| Spanish Albums Chart | 56       |
| UK Albums Chart      | 5        |

## Certificaciones
| País        | Organismo certificador | Certificación | Ventas certificadas |
| ----------- | ---------------------- | ------------- | ------------------- |
| Irlanda     | IRMA                   | Oro           | 7.500               |
| Reino Unido | BPI                    | Platino       | 300.000             |

## Historial de lanzamiento
| Región      | Fecha                   | Formato              | Sello           |
| ----------- | ----------------------- | -------------------- | --------------- |
| Irlanda     | 4 de noviembre de 2011  | CD, Descarga musical | Island Records  |
| Hong Kong   | 7 de noviembre de 2011  | CD, Descarga musical | Island Records  |
| Reino Unido | 7 de noviembre de 2011  | CD, Descarga musical | Island Records  |
| Brasil      | 22 de noviembre de 2011 | CD, Descarga musical | Universal Music |